# Пасечна (Польща)
Пасечна (пол. Pasieczna) — село в Польщі, у гміні Явожина-Шльонська Свідницького повіту Нижньосілезького воєводства.
Населення — 329 осіб (2011).
У 1975-1998 роках село належало до Валбжиського воєводства.

## Демографія
Демографічна структура станом на 31 березня 2011 року:
|          | Загалом | Допрацездатний вік | Працездатний вік | Постпрацездатний вік |
| -------- | ------- | ------------------ | ---------------- | -------------------- |
| Чоловіки | 160     | 45                 | 99               | 16                   |
| Жінки    | 169     | 32                 | 91               | 46                   |
| Разом    | 329     | 77                 | 190              | 62                   |